# Immagini che lasciano il segno
Immagini che lasciano il segno è un brano musicale dei Tiromancino, estratto come secondo singolo dall'album Indagine su un sentimento del 2014.

## Il brano
Immagini che lasciano il segno, scritto da Federico Zampaglione, parla di come la nascita della figlia abbia cambiato la sua vita.

## Video musicale
Il videoclip è composto da immagini della figlia dal momento della nascita ad oggi.

## Classifiche
| Classifica (2014) | Posizione |
| ----------------- | --------- |
| Italia            | 32        |